# Rozwój organizacyjny
Rozwój organizacyjny (OD, z ang. Organizational Development), popularny kierunek w naukach o zarządzaniu, wykorzystujący nauki behawioralne i action research (badanie w działaniu). Do podstawowych celów OD należy:
- kreowanie w organizacji klimatu sprzyjającego rozwiązywaniu problemów[2],
- ulokowanie ośrodka podejmowania decyzji najbliżej źródła informacji[3],
- tworzenie atmosfery zaufania wśród jednostek i grup w organizacji,
- podniesienie stopnia samokontroli członków organizacji.[4]